# دهستان رامجرد دو
دهستان رامجرد دو نام دهستانی در بخش درودزن شهرستان مرودشت، استان فارس در ایران است. براساس سرشماری مرکز آمار ایران در سال ۱۳۸۵، جمعیت آن ۱۵۴۲۷ نفر (۳۶۱۰ خانوار) بوده‌است.